# Waterkrachtcentrale van Gran Olo
De waterkrachtcentrale van Gran Olo is een kleine waterkrachtcentrale die in de stroomversnelling Gran Olo in de Tapanahonyrivier in Suriname is geplaatst. De geplande capaciteit van 300 kW kwam na oplevering uit op 35 kW. De elektriciteit wordt opgewekt ten behoeve van de dorpen Poeketi en Futupasi. De centrale is de opvolger van de waterkrachtcentrale van Poeketi, die van 1978 tot 1996 in gebruik was.

## Bouw
De bouw van de centrale begon eind 2005, maar werd ernstig gehinderd door de overstromingen die in 2006 grote delen van het binnenland troffen. In 2007 werd een doorstart gemaakt en was er sprake van vertraging door de grote afstand met Paramaribo en de onervarenheid van de aannemer met het bouwen van een waterkrachtcentrale. In 2011 arriveerde de eerste in Duitsland bestelde turbine op de locatie en in 2012 was de centrale voltooid en met succes getest. 
Er kon echter nog steeds geen elektriciteit worden geleverd aan de dorpen omdat de bovengrondse hoogspanningslijn naar de dorpen niet was voltooid. Nadat dit rond was, moest de transformator nog opgeleverd worden. In 2014 bleek de capaciteit daarvan te hoog voor een enkele turbine, zodat voorlopig een andere, kleinere, transformator moest worden aangeschaft. Uiteindelijk zou de centrale in februari 2017 operationeel moeten worden met een capaciteit van slechts 35 kW.
In 2020 levert de centrale nog steeds een fractie van de capaciteit die mogelijk is, waardoor een groot deel van de bewoners in deze regio onnodig geen stroom hebben.